# Eileen Gu
Eileen Gu (en chino: 谷爱凌, Gu Ailing; San Francisco, 3 de septiembre de 2003) es una deportista china nacida en Estados Unidos que compite en esquí acrobático, especialista en las pruebas de halfpipe, big air y slopestyle.
Participó en los Juegos Olímpicos de Pekín 2022, obteniendo tres medallas, oro en halfpipe y big air y plata en slopestyle.
Ganó tres medallas en el Campeonato Mundial de Esquí Acrobático de 2021, oro en las pruebas de halfpipe y slopestyle y bronce en el big air. Adicionalmente, consiguió cuatro medallas en los X Games de Invierno.
En 2023 recibió el Premio Laureus al «Mejor deportista de acción del año».
A pesar de haber nacido en Estados Unidos, decidió competir internacionalmente por China. Aparte de su actividad deportiva, cursó estudios en la Universidad Stanford y trabaja como modelo profesional.

## Vida personal
Gu nació en San Franciscoel 3 de septiembre de 2003 y creció en la ciudad, criada por su madre - de origen chino - y su abuela materna; de su padre solo se ha informado públicamente que es estadounidense. Habla con fluidez mandarín e inglés y, según ha relatado, pasó veranos en Pekín, lo que reforzó su educación bicultural.
Comenzó a esquiar de niña en Lake Tahoe y se introdujo en el freeski a los ocho años. Se graduó del instituto un año antes de lo habitual y fue aceptada en la Universidad de Stanford, donde cursa estudios universitarios.

## Patrocinios y colaboraciones
Gu ha desarrollado una intensa actividad publicitaria y de moda. En el segmento del lujo ha sido imagen de Louis Vuitton, Tiffany & Co. y Victoria’s Secret; la prensa hispanohablante destacó su papel como rostro de estas firmas y su presencia en eventos de moda internacionales. Con Louis Vuitton, protagonizó la campaña del bolso «Twist».
También es embajadora de la firma relojera suiza IWC Schaffhausen y ha participado en diversas activaciones con la marca. Además de las casas occidentales, mantiene acuerdos con compañías chinas como Anta, Bosideng y Mengniu Dairy.
En agosto de 2025, la compañía de electrónica de consumo TCL la nombró embajadora global de la marca, anuncio que se enmarca en la condición de TCL como Socio Olímpico Mundial hasta 2032.

## Medallero internacional
| Representando a China |                        |                   |            |
| Juegos Olímpicos      |                        |                   |            |
| Año                   | Lugar                  | Medalla           | Prueba     |
| 2022                  | Pekín (China)          | Medalla de oro    | Halfpipe   |
| 2022                  | Pekín (China)          | Medalla de oro    | Big air    |
| 2022                  | Pekín (China)          | Medalla de plata  | Slopestyle |
| Campeonato Mundial    |                        |                   |            |
| Año                   | Lugar                  | Medalla           | Prueba     |
| 2021                  | Aspen (Estados Unidos) | Medalla de oro    | Halfpipe   |
| 2021                  | Aspen (Estados Unidos) | Medalla de oro    | Slopestyle |
| 2021                  | Aspen (Estados Unidos) | Medalla de bronce | Big air    |

| Representando a China |                        |                   |            |
| X Games de Invierno   |                        |                   |            |
| Año                   | Lugar                  | Medalla           | Prueba     |
| 2021                  | Aspen (Estados Unidos) | Medalla de oro    | Slopestyle |
| 2021                  | Aspen (Estados Unidos) | Medalla de oro    | Superpipe  |
| 2021                  | Aspen (Estados Unidos) | Medalla de bronce | Big air    |
| 2024                  | Aspen (Estados Unidos) | Medalla de oro    | Superpipe  |